# Неракский договор
Неракский договор (фр. traité de Nérac) — мирное соглашение между французским правительством и гугенотами Юго-Запада, подписанное Екатериной Медичи и Генрихом Наваррским 28 февраля 1579 в Нераке.

## Миссия Екатерины Медичи
Бержеракский мир, завершивший Шестую религиозную войну, и последовавший за ним Пуатвинский эдикт не устранили все противоречия между католиками и протестантами, и положение в Гиени и Лангедоке продолжало оставаться напряженным.
Ради достижения более прочного мира на основе компромисса между партиями Екатерина Медичи предприняла масштабное путешествие по югу Франции. Формальным поводом было возвращение Маргариты Наваррской мужу, «который требовал ее приезда не потому, что любил ее, а из соображений чести».
В свиту королевы-матери входили опытные дипломаты: государственный секретарь Клод Пинар, бывшие послы в Риме и Испании Поль де Фуа и барон де Сен-Сюльпис, епископ Жан де Монлюк, зарекомендовавший себя работой на польском сейме, а также четверо Бурбонов: кардинал Бурбонский, вдова принца Конде, и герцог и герцогиня де Монпансье, которые присоединились по дороге. Кроме этого, Екатерина взяла в поездку свою подругу герцогиню д'Юзес и знаменитый «летучий эскадрон» придворных дам, способный оказать существенную помощь дипломатии.
2 августа 1578 кортеж выехал из замка Шенонсо и 18 сентября прибыл в Бордо, где должна была произойти встреча с королем Наваррским. Генрих отказался вступить в город, который ранее не открыл ему ворота, заявив, что не забыл нанесенного оскорбления. Встреча состоялась 2 октября в замке Кастра, между Кадийяком и Ла-Реолью, в которую кортеж в тот же день и направился.
Главной причиной недовольства Генриха был конфликт с новым генеральным наместником Гиени маршалом Бироном, игнорировавшим губернаторские полномочия короля Наваррского. Попытка их примирения, устроенная Екатериной 8 октября в Сент-Базее, привела к еще большей ссоре, после которой разгневанный Генрих покинул кортеж своей тещи.
11 октября королевы прибыли в Ажен, входивший в апанаж Маргариты. В этом городе в большом зале епископского дворца Екатерина собрала представителей католической знати Гиени, которым заявила, что по распоряжению короля Франции прибыла, чтобы восстановить губернаторские полномочия короля Наваррского. Затем она съездила в Тулузу для консультаций с наместником Лангедока маршалом Дамвилем. Генрих отказался туда приехать, сославшись на то, что у него вскочил чирей на ягодице, и послал вместо себя виконта де Тюренна, с которым королеве не удалось ни о чем договориться.
Главной проблемой мирного урегулирования было возвращение захваченных сторонами друг у друга укреплений, которых насчитывалось более двухсот. При этом некоторые капитаны, вроде гугенота Матье Мерля, фактически никому не подчинялись и заставить их вернуть добытое было непросто. Ассамблею представителей обеих партий было решено собрать в Оше. Екатерина прибыла туда 20 ноября, Маргарита на следующий день. Генрих приехал 22-го, и в тот же день ему сообщили о захвате католиками Ла-Реоли. Покинув Ош в сопровождении Бетюна, Тюренна и еще нескольких дворян, он в тот же день обманом овладел столицей графства Гор, принадлежавшего его жене, городом Флёрансом, который 4 января 1579 обменял на Ла-Реоль.
По предложению Тюренна конференцию депутатов Гиени и Лангедока перенесли в Нерак, куда королевы, Генрих и наместница Беарна Екатерина де Бурбон торжественно вступили 25 декабря, после чего Екатерина и Маргарита отправились праздновать Рождество в аббатство Парави, так как все церкви Нерака были гугенотами разрушены.

## Договор
Конференция открылась 3 или 4 февраля. Впервые с начала гражданских войн противники собрались, чтобы вместе обсудить порядок исполнения королевского эдикта. Вопросы о формировании смешанных судебных палат и амнистии за последние акты насилия согласовали быстро, но обсуждение реституции укреплений затянулось. Гугеноты хотели сохранить 59 городов. Однажды они потребовали свободы отправления своего культа на всей территории королевства, как было записано в статьях «мира Месье». Это противоречило положениям эдикта.
Ни о чем не договорившись, депутаты вечером 13 февраля явились к королеве-матери и заявили о своем отъезде. Екатерина, которую оторвали от ужина, пришла в ярость и угрожала повесить их как мятежников. Маргарита в слезах пыталась смягчить гнев матери. На следующий день Генрих вызвал протестантских депутатов и пригрозил оставить их без своего покровительства наедине с католиками.
28 февраля договор все же был подписан. По его условиям гугеноты помимо восьми безопасных городов, предоставленных Бержеракским миром, получали еще 14, но только на шесть месяцев.
Соглашение было утверждено королем Генрихом III в Париже 14 марта.

## Последствия
Обе стороны расценивали соглашение как успех, при том, что он не решал проблему с городами. Было очевидно, что по прошествии полугода гугеноты не захотят очистить полученные крепости, и это приведет к возобновлению конфликта. Тем не менее, с этого времени Генрих Наваррский стал восприниматься протестантами Гиени и Лангедока как защитник и покровитель.
Кальвинисты Дофине, узнав о результатах конференции, поручили Генриху представлять их интересы на переговорах с Екатериной Медичи, что стало этапом на пути становления короля Наваррского в качестве лидера всего протестантского Юга.